# Chrysuronia oenone
Chrysuronia oenone là một loài chim trong họ Chim ruồi.

## Hình ảnh

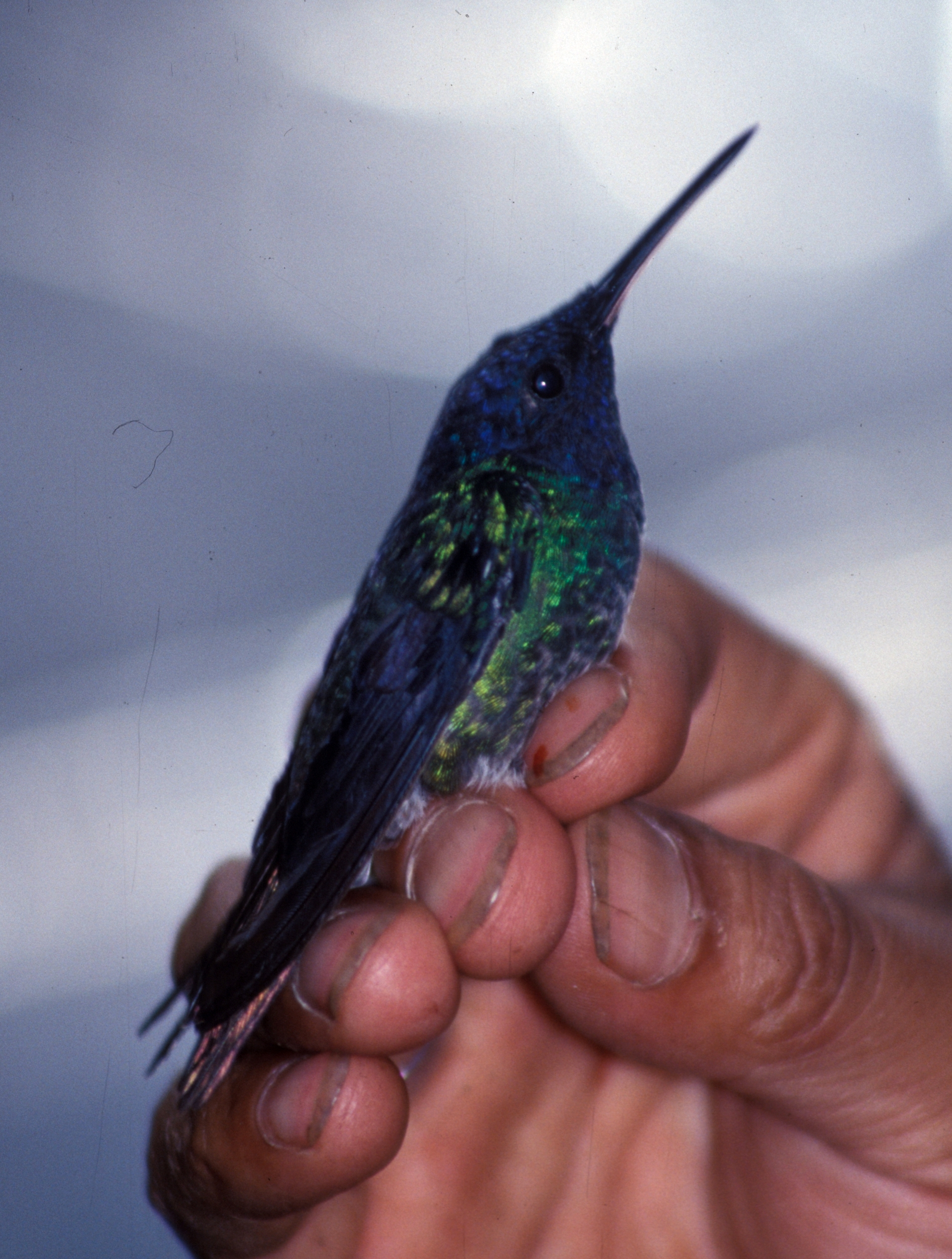
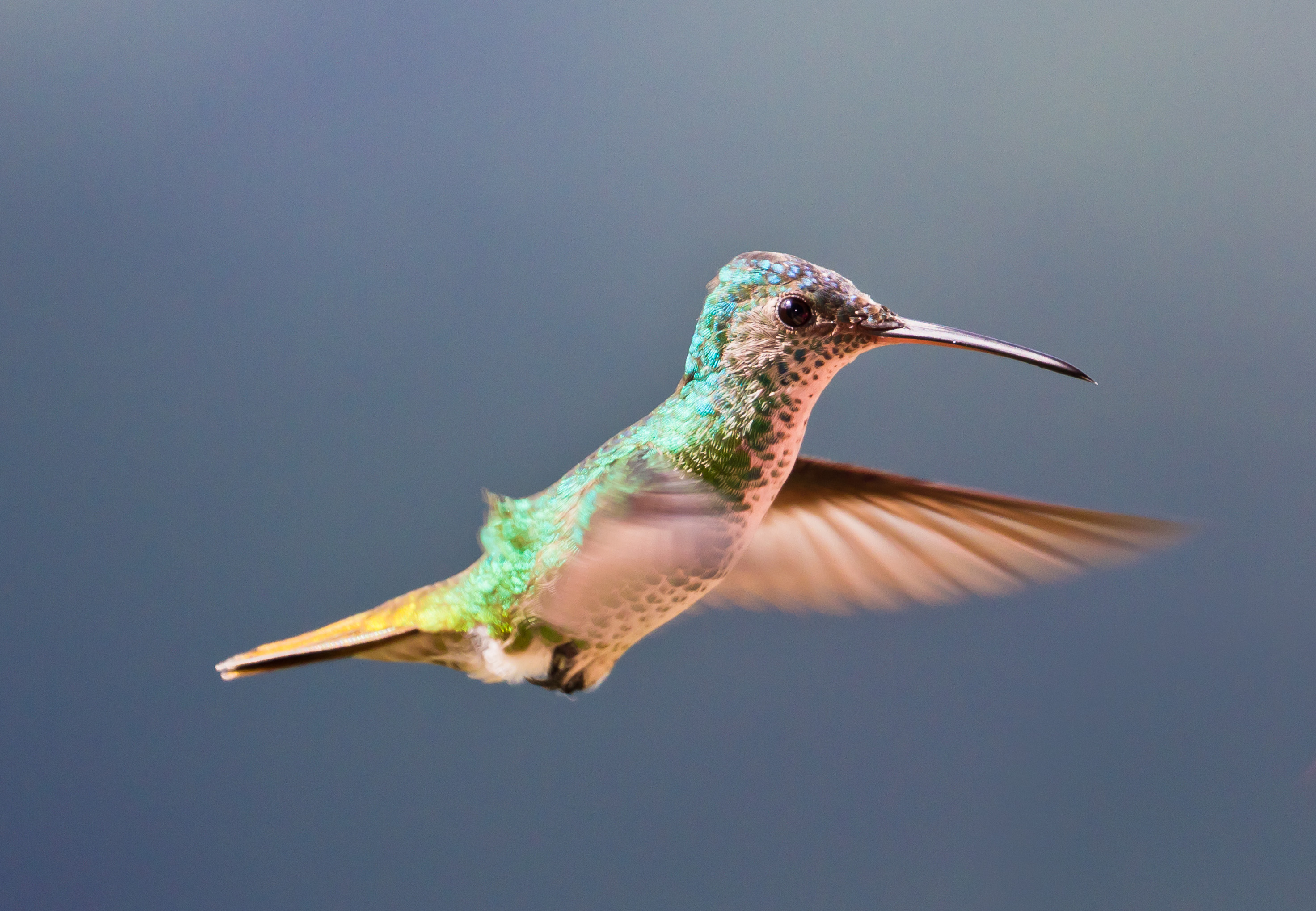